# Aporema (rivier)
De Aporema (Portugees: Rio Apurema) is een rivier in de Braziliaanse deelstaat Amapá.